# Daphne feddei
Daphne feddei är en tibastväxtart som beskrevs av Hector Léveillé.
Daphne feddei ingår i släktet tibaster och familjen tibastväxter. Utöver nominatformen finns också underarten Daphne feddei taliensis.